# Autoroute A-62 (Espagne)
Pour les articles homonymes, voir A62.
L'autoroute espagnole A-62  E-80   appelée Autovia de Castilla (Autoroute de Castille en Français) relie Burgos au Portugal passant à proximité de Palencia, Valladolid et Salamanque.
Elle se termine à la frontière portugaise à hauteur de Fuentes de Oñoro, où elle est prolongée par l'autoroute  en direction de Aveiro, Guarda, Castelo Branco et Vilar Formoso.
Cette autoroute est un axe majeur permettant de relier tout le centre du Portugal et plus particulièrement Lisbonne à la France. Elle est par conséquent très empruntée par les nombreux immigrés portugais résidents dans les différents pays d'Europe et rentrant dans leur pays d'origine principalement l'été.
Voir le tracé de l'A-62 sur GoogleMaps

## Radars fixes
| De Burgos au Portugal | De Burgos au Portugal | Du Portugal à Burgos | Du Portugal à Burgos |
| PK                    | Vitesse               | PK                   | Vitesse              |
| 77,2                  |                       | 233,7                |                      |
| 116,3                 |                       | 207,1                |                      |
| 156                   |                       | 131,5                |                      |
| 233,3                 |                       | 57,3                 |                      |

## Trafic (en véhicules par jour en 2012)
| Date      | PK 9,01 | PK 76,05 | PK 94,81 | PK 131,79 | PK 179,61 | PK 235,47 | PK 241,10 | PK 298,55 |
| --------- | ------- | -------- | -------- | --------- | --------- | --------- | --------- | --------- |
| Janvier   | 13010   | 11790    | 23821    | 35243     | 10570     | 12370     | 18770     | 7677      |
| Février   | 12885   | 11184    | 23736    | 35109     | 10381     | 12571     | 19326     | 6155      |
| Mars      | 13381   | 13196    | 23892    | 35673     | 11077     | 13184     | 20206     | 7152      |
| Avril     | 16266   | 16272    | 26436    | 36754     | 13716     | 15182     | 22456     | 7690      |
| Mai       | 13246   | 13113    | 24297    | 35164     | 11263     | 13403     | 20768     | 6856      |
| Juin      | 14226   | 14256    | 25196    | 37132     | 11922     | 13958     | 21795     | 7176      |
| Juillet   | 18909   | 15940    | 30253    | 42315     | 16048     | 18068     | 26420     | 10199     |
| Août      | 27072   | 21165    | 34838    | 42750     | 20476     | 22233     | 31033     | 13916     |
| Septembre | 15626   | 15042    | 24828    | 37833     | 13303     | 14932     | 22990     | 7865      |
| Octobre   | 14240   | 12747    | 23919    | 35633     | 11863     | 13399     | 20457     | 6890      |
| Novembre  | -       | -        | -        | -         | -         | -         | -         | -         |
| Décembre  | -       | -        | -        | -         | -         | -         | -         | -         |

## Trajet

### Burgos-Valladolid
- 235/236 (sortie de l'A-1)  Échangeur autoroutier entre A-1 (Madrid ou Vitoria-Gasteiz, Bordeaux, Bilbao, Saragosse), A-62 et  BU-11  (Burgos)
- 4  Échangeur autoroutier entre A-62 et BU-30/A-231 : Rocade de Burgos  BU-30  - León A-231
- 14 Villalbilla de Burgos  N-620a  - Buniel
- 16 Frandovínez
- 18 Cavia
- 21 Estépar
- 24 Celada del Camino
- 30 Villaldemiro
- 32 Villaquirán
- 35 Villazopeque
- 40 Villaverde-Mogina - Los Balbases
- 45 Villodrigo
- 49 Palenzuela
- 53 Valbuena de Pisuerga
- 55 Quintana del Puente-Nord
- 56 Quintana del Puente-Sud
- 58 Herrera de Valdecañas
- 66 Torquemada-Est
- 68 Torquemada-Ouest
- 72 Villamediana
- 75 Magaz de Pisuerga-Nord
- 78 Palencia A-610 - Magaz de Pisuerga
- 86 Calabazanos - Poligono Industrial de Venta de Baños
- 88 Palencia-Santander A-67
- 90 San Isidro de Dueñas
- 92 Dueñas-Nord
- 96 Dueñas-Sud
- 99 Changement de sens
- 102 Las Ventas
- 109 Cabezón de Pisuerga
- 112 Cabezón de Pisuerga - Cigales
- 117 Majada Valdetan

### Banlieue deValladolid
- 118 La Overuela
- 120 Rocade Nord  VA-20
- 121 Valladolid-Nord
- 125 León  N-601  - Aéroport - Valladolid-Centre
- 126 Zaratán
- 127 Estadio Zorilla (Stade municipal du Real Valladolid)
- 128 Valladolid-Sud
- 129 Rocade Sud  VA-20
- 130 Arroyo

### Valladolid-Tordesillas
- 134 El Pinar de Simancas
- 135 Simancas
- 137 Panorama
- 139 Ventas de Geria
- 142 Villamarciel
- 145 San Miguel del Pino
- 148 El Montico

### Banlieue deTordesillas
- 151 Medina del Campo-Madrid A-6 - Tordesillas-Centre

Début du tronc commun avec l'A-6 à 2x4 voies
- 155 Benavente A-6

Fin du tronc commun avec l'A-6
- 156 Zamora A-11 - Tordesillas-Centre
- 157 Zone Industrielle de La Vega - Tordesillas-Sud

### Tordesillas-Salamanque
- 158 Vega Duero
- 163 Pollos-Nord
- 169 Pollos-Sud
- 177 Siete Iglesias de Trabancos
- 181 Alaejos-Nord
- 184 Alaejos-Sud
- 195 Castrillo de la Guareña
- 203 Cañizal
- 205 Parada de Rubiales
- 210 Aldeanueva de Figueroa
- 214 Pajares de la Laguna - La Orbada
- 219 Gomecello
- 225 Pedrosillo El Raio
- 228 Moriscos
- 231 Castellanos de Moriscos

### Banlieue deSalamanque
- 235 Poligono Industrial Los Viliares
- 236 Castellanos de Villiquera-Zamora  N-630  - Salamanque-Estadio El Helmántico (Stade municipal du Unión Deportiva Salamanca) - Villares de la Reina
- 238  Échangeur autoroutier entre A-62 et A-66 : Salamanque-nord ( SA-11 ) - Zamora (A-66)
- 239 Zamora A-66
- Début du tronc commun avec l'A-66 à 2x3 voies
- 240 : Salamanque, Villamayor ( SA-300 )
- 243 : Salamanque-ouest
- 244  Échangeur autoroutier entre A-62 et A-66 (de et vers Burgos) : Vitigudino ( CL-517 ) - Caceres (A-66) - Madrid, Avila (A-50

Fin du tronc commun avec l'A-66

### Salamanque-Portugal
- 252 Doñinos de Salamanca Vitigudino ( CL-517 )
- 258 Galindo y Perahuy
- 260 Calzada de Don Diego
- 269 Robliza de Cojos
- 275 Aldehuela de la Bóveda
- 282 San Muñoz
- 293 La Fuente de San Esteban
- 297 Martín de Yeltes
- 309 Sancti-Spíritus
- 312 Sancti-Spíritus-Parc Industriel
- 315 Bocacara
- 325 Ciudad Rodrigo-Nord
- 327 Ciudad Rodrigo-Centre
- 332 Ciudad Rodrigo-Sud
- 340 Carpio de Azaba
- 344 Espeja - Gallegos de Argañán
- 352 Fuentes de Oñoro
- 355 Aldea del Obispo

 Frontière Espagne - Portugal (liaison avec l'A25)